# Chaossches Stiftungshaus

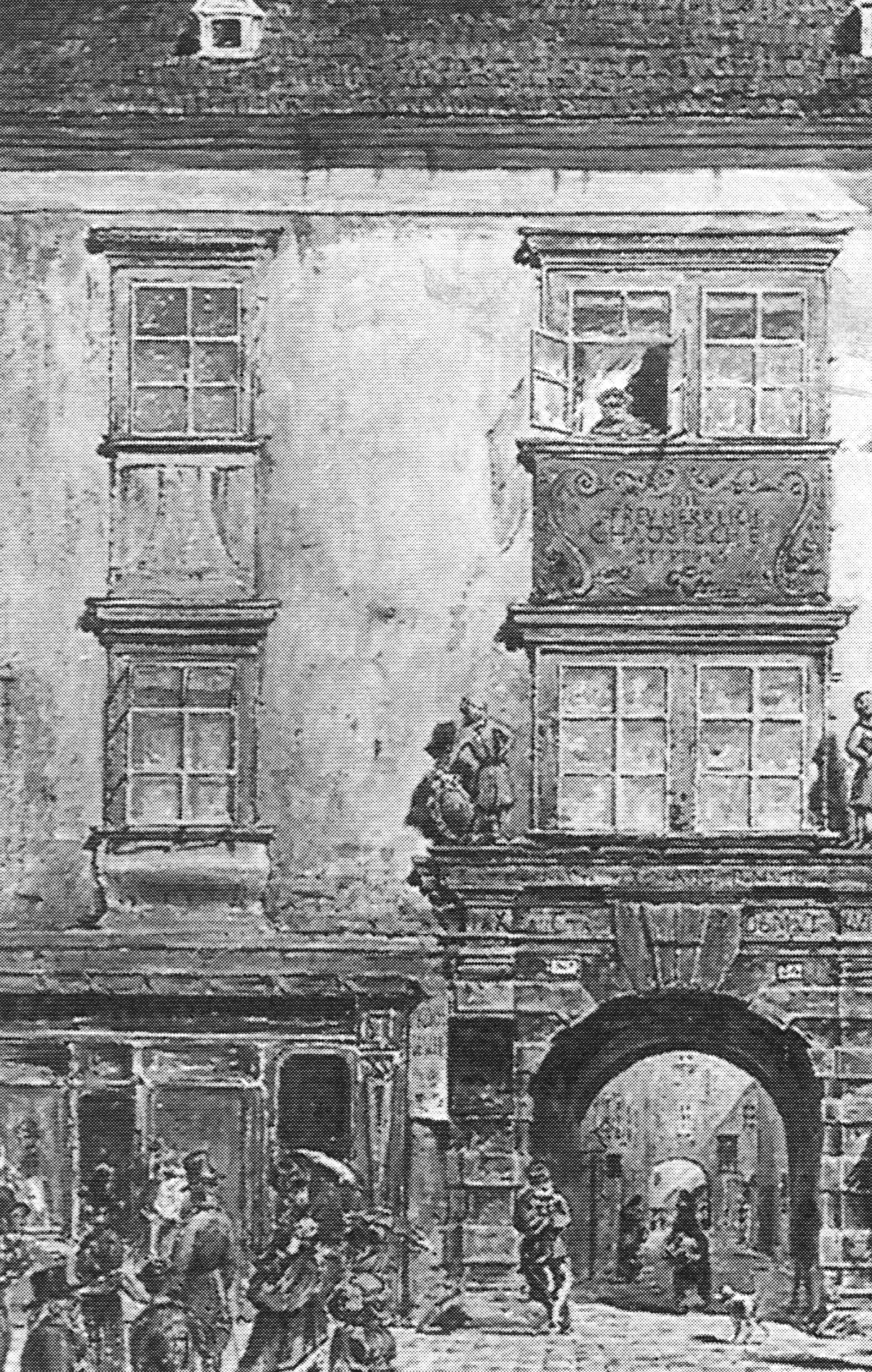
Das Chaossche Stiftungshaus in der Kärntner Straße kurz vor dem Abbruch (Emil Hütter 1873)

Das Chaossche Stiftungshaus in der Kärntner Straße in Wien existierte von 1664 bis 1873 und gehörte der Chaos'schen Stiftung für Waisenkinder. Die Stiftung verfügte zudem über eine Dependance in der Vorstadt Laimgrube (heute größtenteils im heutigen 6. Bezirk Mariahilf, die Chaos'schen Stiftungen allerdings im 7. Bezirk Neubau), die zunächst als Sommerheim für Waisenkinder diente und aus der später die Stiftskaserne entstand.

## Geschichte
Das Chaos'sche Stiftungshaus in der Kärntner Straße (heutige Nr. 30) wurde 1664 von Carlo Canevale als zweistöckiges Gebäude im Verband des Bürgerspitalkomplexes errichtet. Ende des 17. Jahrhunderts übersiedelten die Zöglinge von diesem Stiftungshaus in der Inneren Stadt in das bisherige Sommerheim in der Vorstadt Laimgrube. Das stattliche (Durch-)Haus in der Kärntner Straße wurde 1873 im Zuge des gründerzeitlichen Stadtumbaus abgebrochen.